# Église Saint-Georges-du-marché
L'église de Saint-Georges-du-marché ou église de Saint-Georges-martyr-au-marché (en russe : Церковь Великомученика Гео́ргия на Торгу́) est située dans la partie nord de la Cour de Iarsolav à Veliki Novgorod, au croisement de la Grande rue de Moscou et de la rue Iline. Elle est proche de l'église Saint-Jean-Baptiste-sur-Opoki.
C'est un édifice sans pilier, à une seule abside, construit comme un octogone sur un soubassement carré et des caves. Sa coupole est petite. Ses façades sont garnies de lésènes, de pilastres et sont protégées par des corniches. Les fenêtres sont cintrées et garnies d'éléments décoratifs variés.

## Histoire
La première mention de cette église remonte à 1356. L'église était construite en bois et le fut ensuite en pierre par les habitants de la rue où elle se situe. Elle fut incendiée plusieurs fois, puis reconstruite. En 1615 l'église avait deux chapelles intérieures au sud et au nord du bâtiment. En 1747 la voûte s'est effondrée et ne fut reconstruite qu'en 1750—1754.

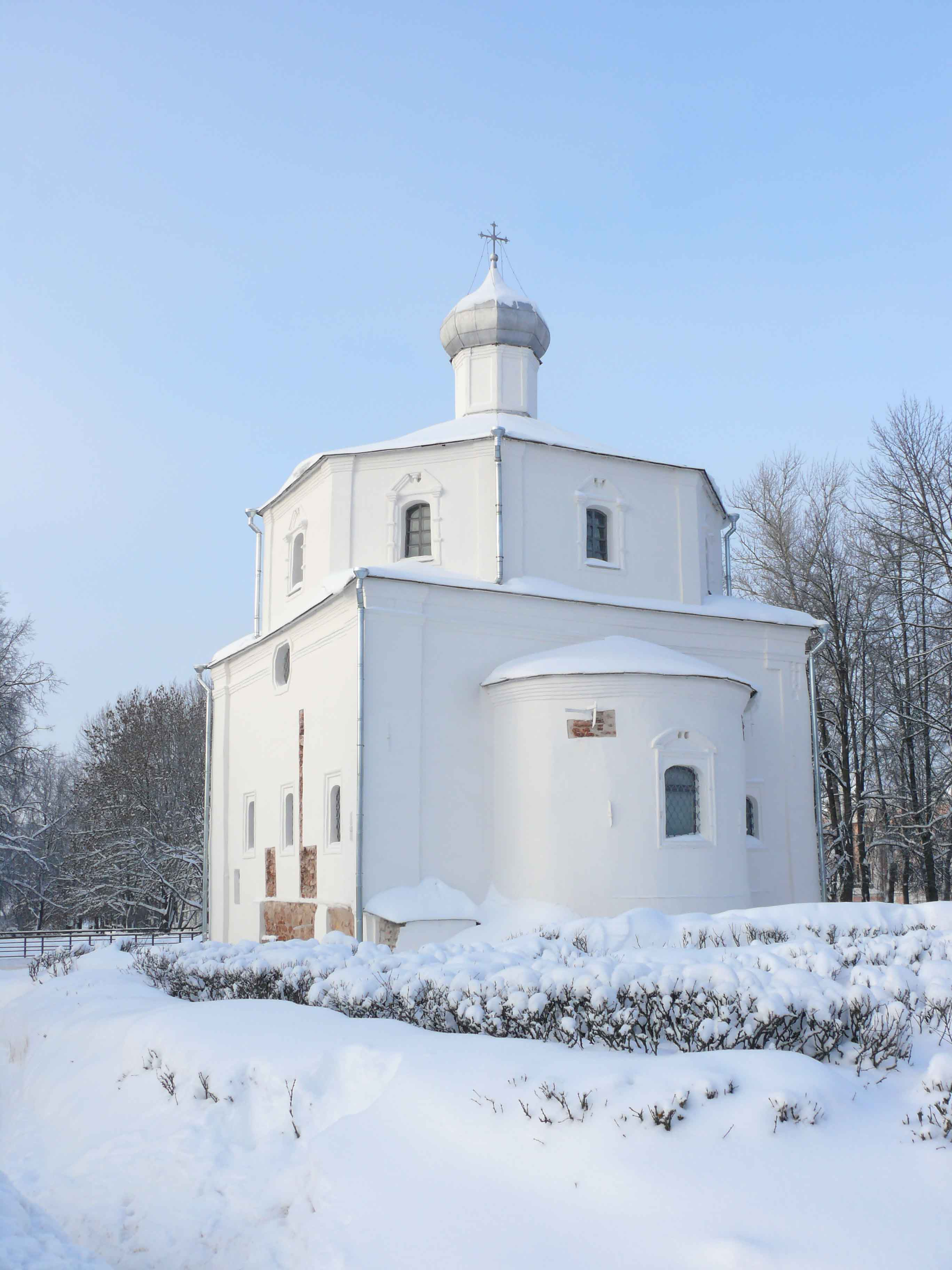
Vue l'hiver

À l'époque de la Seconde Guerre mondiale l'église ne connut que peu de dégâts. Lors des travaux de restauration commencés en 1952, toutes les annexes en brique furent démontées et les autres parties soigneusement conservées. En 1973—1976 les archéologues découvrirent encore les traces de constructions anciennes en bois. Sur des photos de 1944 on voit bien que l'église a conservé sa voûte mais que la coupole et le tambour ont disparu. C'est probablement à une époque antérieure à la guerre que ces pertes se sont produites.
Durant l'époque soviétique l'église est transformée en magasin de souvenir. Actuellement une exposition de photos de Novgorod y est organisée.